# Президент Ірану
Президент Ірану (перс. رئیس‌جمهور ایران) — голова уряду Ісламської республіки Іран. Найвища виборна посада в державі, однак президент підпорядкований Верховному лідеру, який є головою держави.

## Статус
Глава ІХ Конституції ісламської республіки Іран визначає вимоги до кандидатів та процедуру виборів а також повноваження та відповідальність. Президент може підписувати міжнародні договори та інші угоди з іншими країнами та організаціями; управління національним плануванням, бюджетом та кадровими питаннями; також він призначає міністрів, губернаторів, та послів за умови схвалення парламентом.
На відміну від голів виконавчої влади в інших країнах, Президент Ірану не керує зовнішньою політикою, армією, та атомною політикою, оскільки ними фактично керує верховний лідер.
Президент обирається прямим таємним голосуванням абсолютною більшістю виборців терміном на 4 роки та не може обіймати посаду більше двох термінів поспіль. Кандидатури на вибори Президента мають бути затверджені Радою вартових.
Хассан Рухані керував країною з 2013 до 2021 року.
Чинним президентом Ірану був Ібрагім Райсі, якого обрали в червні 2021 року.

## Список
Посаду Президента Ірану обіймали:
| Ім'я                                     | Фото | Термін    |
| ---------------------------------------- | ---- | --------- |
| Абольхасан Банісадр (1933—2021)          |      | 1980—1981 |
| Мохаммад Алі Раджаї (1933—1981)          |      | 1981      |
| Алі Хаменеї (1939—)                      |      | 1981—1989 |
| Алі Акбар Хашемі Рафсанджані (1934—2017) |      | 1989—1997 |
| Мохаммад Хатамі (1943—)                  |      | 1997—2005 |
| Махмуд Ахмадінежад (1956—)               |      | 2005—2013 |
| Хассан Рухані (1948—)                    |      | 2013—2021 |
| Ібрагім Райсі (1960—2024)                |      | 2021—2024 |
| Масуд Пезешкіян (1954—)                  |      | 2024—     |

### Т.в.о. Президента
20 травня 2024 року перший віцепрезидент Мохаммад Мохбер призначений тимчасово виконуючим обов'язки Президента країни.
Вибори президента призначені на 28 червня 2024 року. У другому турі перемогу здобув Масуд Пезешкіян.